# Dessau-Roßlau
Dessau-Roßlau (posłuchajⓘ) – miasto na prawach powiatu w środkowych Niemczech, w południowo-wschodniej części kraju związkowego Saksonia-Anhalt, u ujścia Muldy do Łaby.

## Historia

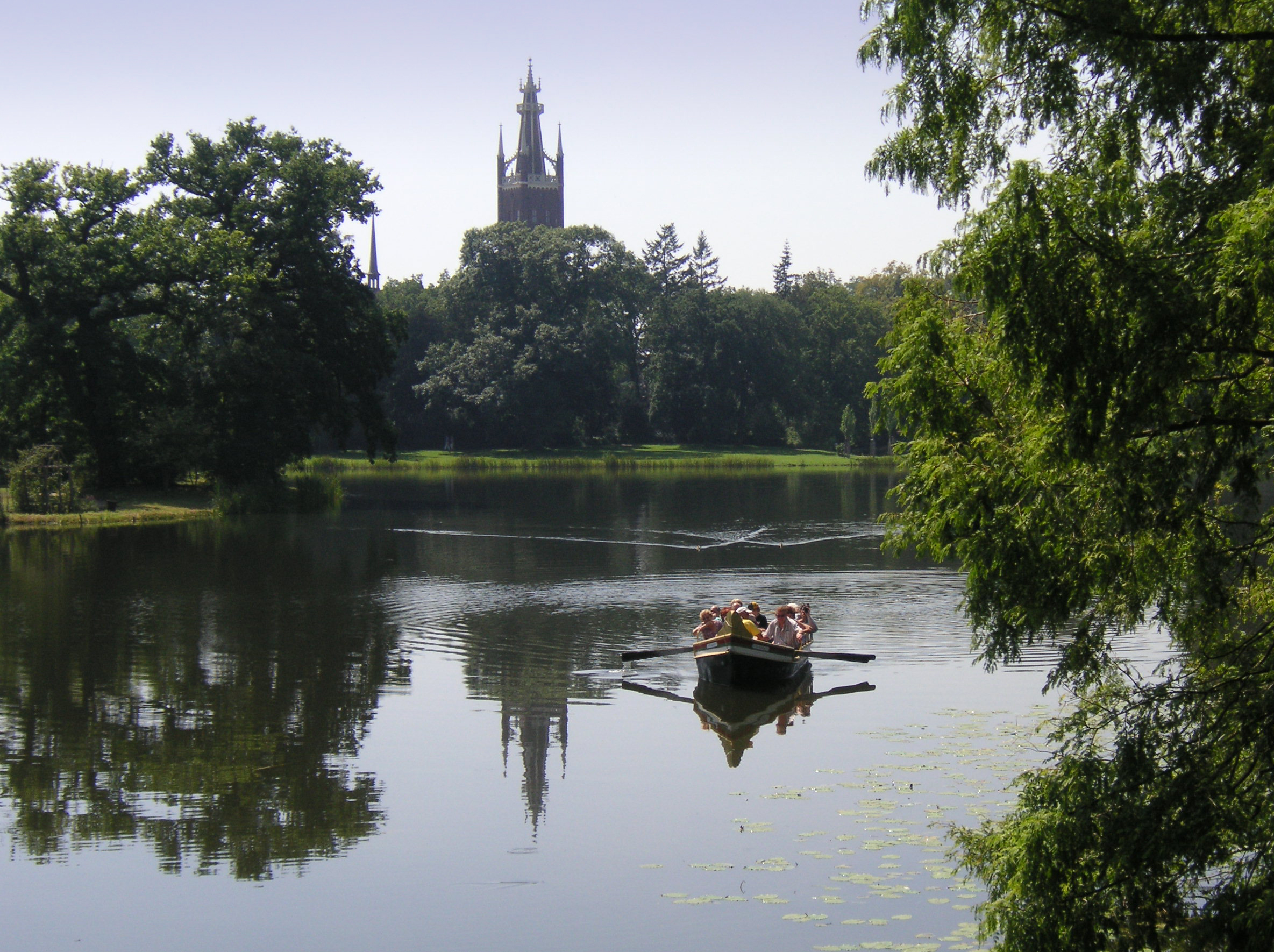
Ogrody Dessau-Wörlitz

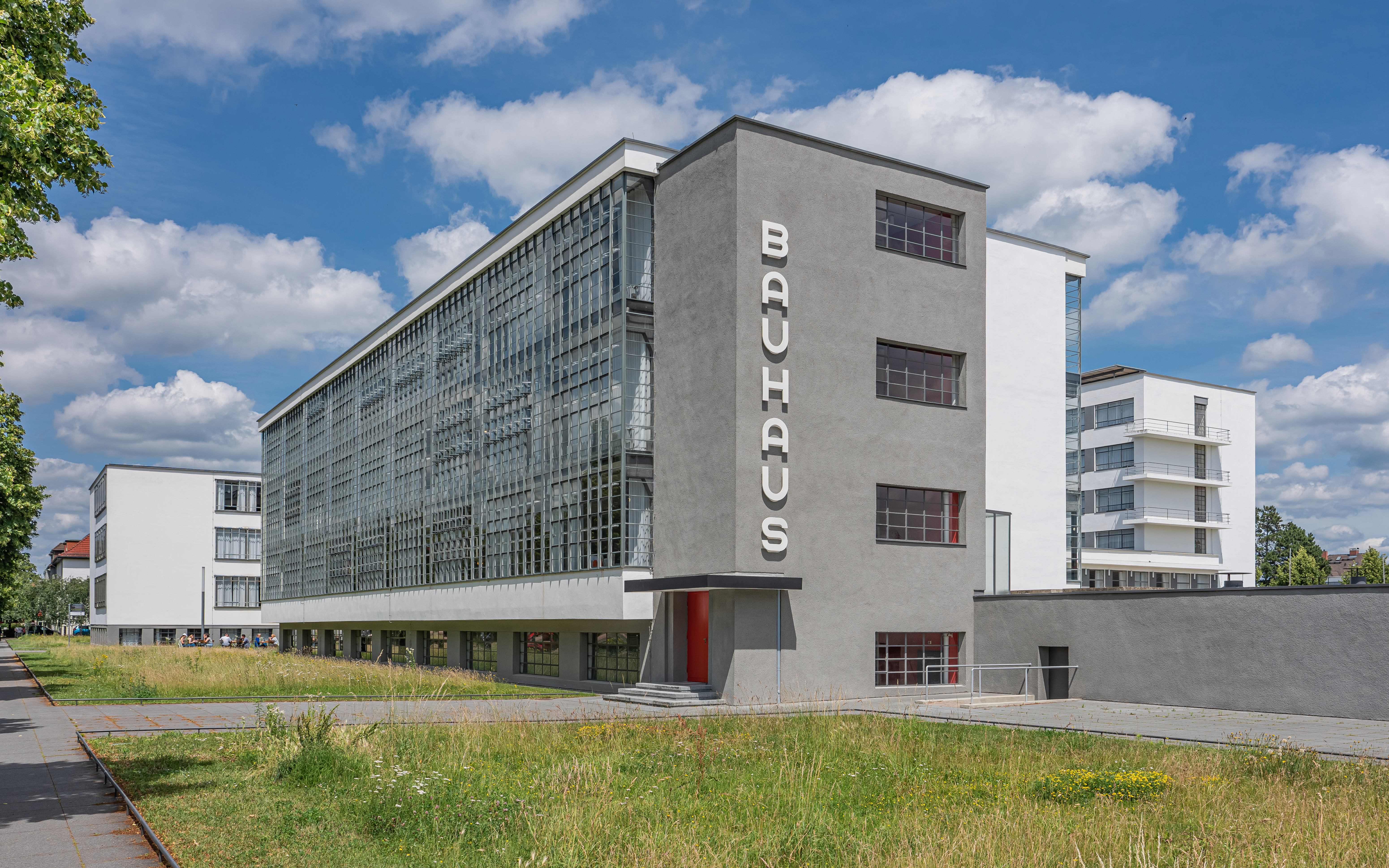
Budynek Bauhausu

Miasto w obecnym kształcie i pod obecną nazwą powstało 1 lipca 2007 z połączenia leżących po dwóch stronach Łaby organizmów: Dessau na południu i Roßlau (Elbe) na północy. Dessau, większe od Roßlau (Elbe), po raz pierwszy wspominane jest w 1213 i od 1396 do 1863 r. (z przerwą 1561–1603) stanowiło stolicę księstwa Anhalt-Dessau, a od 1863 do 1918 księstwa Anhalt (jako części składowej zjednoczonych Niemiec); swoje znaczenie na rzecz niedalekiego Magdeburga straciło dopiero za czasów III Rzeszy. Mniejsze Roßlau (Elbe) prawa miejskie uzyskało w roku 1603 i zawsze miało prowincjonalny charakter. Według danych z 31 grudnia 2009 liczba ludności miasta wynosi 87 764 osoby, a powierzchnia – 244,64 km².
Obecnie Dessau-Roßlau jest jednym z trzech – obok Magdeburga i Halle (Saale) – głównych ośrodków administracyjnych, przemysłowego, handlowo-usługowego, akademickiego i kulturalnego Saksonii-Anhaltu. Stanowi także ważny w skali kraju węzeł drogowy i kolejowy.

## Gospodarka
W mieście rozwinął się przemysł maszynowy, chemiczny, meblarski oraz stoczniowy.

## Zabytki
Budynek Bauhausu, którego siedziba w latach 1925–1932 znajdowała się w Dessau, oraz krajobraz kulturowy ogrody Dessau-Wörlitz (Dessau-Wörlitzer Gartenreich) położony na lewym brzegu Łaby zostały wpisane na listę światowego dziedzictwa UNESCO. Ponadto w granicach miasta znajduje się XII-wieczny zamek Roßlau, XVIII-wieczny cmentarz Neuer Begräbnisplatz na planie koła, liczne zabytkowe kościoły, kilka XIX-wiecznych kamienic i gmachów użyteczności publicznej odbudowanych po alianckich nalotach z 1945 (zniszczeniu uległo 97% zabudowy) oraz Rezerwat Biosfery Środkowej Łaby (Biosphärenreservat Mittelelbe).

## Współpraca
Miejscowości partnerskie:
- Argenteuil, Francja
- Gliwice, Polska
- Ibbenbüren, Nadrenia Północna-Westfalia
- Klagenfurt am Wörthersee, Austria
- Ludwigshafen am Rhein, Nadrenia-Palatynat
- Niemenczyn, Litwa
- Rudnice nad Łabą, Czechy